# Alkalisalze
Als Alkalisalze werden alle Salze der Alkalimetalle bezeichnet, also von Lithium, Natrium, Kalium, Rubidium, Caesium und des instabilen, radioaktiven Franciums. Diese Salze sind zumeist gut in Wasser löslich. Sie weisen immer einen stark polaren Charakter auf.

## Verwendung

### Kochsalz
Eine besondere und bedeutende Art der Alkalisalze sind deren Halogenide, deren bedeutendster Vertreter das Natriumchlorid (Kochsalz, Siedesalz) ist.

### Galenik
In der Galenik werden saure Arzneistoffe oft in Alkalisalze umgewandelt, da diese stabiler oder besser in Wasser löslich sind als die entsprechenden Carbonsäuren, Sulfonsäuren oder Phosphonsäuren.

### Seife
Alkalisalze von Fettsäuren besitzen als Seife im Alltag eine praktische Bedeutung, z. B. Natriumstearat.

### Herstellung von Alkalimetallen
Die in der Natur vorkommenden Alkalisalze bilden die Ausgangsmaterialien zur Herstellung der reinen Alkalimetalle.